# Callyspongia altera
Callyspongia altera är en svampdjursart som beskrevs av Hooper och Wiedenmayer 1994. Callyspongia altera ingår i släktet Callyspongia och familjen Callyspongiidae.
Artens utbredningsområde är havet kring Australien. Inga underarter finns listade i Catalogue of Life.